# Cupa Moldovei 1994-1995
La Cupa Moldovei 1994-1995 è stata la quarta edizione della coppa nazionale disputata in Moldavia giocata tra l'autunno 1994 e la primavera del 1995. Vincitore della competizione è stato il Tiligul-Tiras Tiraspol, al terzo successo consecutivo, che ha conquistato il diritto a partecipare alla Coppa delle Coppe 1995-1996

## Quarti di Finale
| Squadra 1              | Totale | Squadra 2              | Andata | Ritorno |
| ---------------------- | ------ | ---------------------- | ------ | ------- |
| Tiligul-Tiras Tiraspol | 6-1    | Constructorul Chișinău | 2-1    | 4-0     |
| MHM 93 Chișinău        | 1-1    | Nistru Otaci           | 0-0    | 1-1     |
| Zimbru Chișinău        | 4-1    | Olimpia Bălți          | 1-1    | 3-0     |
| Codru Călărași         | 0-0    | Bugeac Comrat          | 0-0    | 0-0     |

## Semifinale
| Squadra 1       | Totale | Squadra 2              | Andata | Ritorno |
| --------------- | ------ | ---------------------- | ------ | ------- |
| Codru Călărași  | 1-5    | Zimbru Chișinău        | 1-0    | 0-4     |
| MHM-93 Chișinău | 0-3    | Tiligul-Tiras Tiraspol | 0-3    | 0-0     |

## Finale
| Chișinău | Tiligul-Tiras Tiraspol | 1 – 0 | Zimbru Chișinău |  |